# Katharina Schüttler
Pour les articles homonymes, voir Schüttler.
Katharina Schüttler est une actrice allemande née le 20 décembre 1979 à Cologne.

## Biographie
Katharina Schüttler a grandi à Cologne avec son frère et sa sœur. Son père est un acteur, metteur en scène et directeur de théâtre. Sa mère est auteur de théâtre. Elle obtient ses premiers rôles dans des productions cinématographiques et télévisuelles à 11 ans. 
Après le lycée, elle étudie de 1999 à 2003 à l'École supérieure de musique, de théâtre et médias de Hanovre. En 2002, elle joue le rôle-titre de la première de la pièce allemande Lolita au Théâtre de Hanovre qui impressionne les critiques et le public. Schüttler continue à travailler pour le cinéma, la télévision et le théâtre. Elle préfère alors interpréter des rôles extrêmes au théâtre dans laquelle les personnages sont déchirés par des situations existentielles (elle joue par exemple le rôle d'une handicapée mentale).
En 2002, elle est présente au Festival du Film de Munich où elle concourrait pour le Prix du jeune cinéma allemand pour le film Sophiiiie!. Pour son interprétation dans Hedda Gabler, elle a été élue comédienne de l'année 2006 par la revue Theater heute. Elle est alors la plus jeune comédienne à recevoir ce prix.
En 2009, Katharina Schüttler et Matthias Schweighofer jouent dans le téléfilm Ma vie est un livre de Marcel Reich-Ranicki. Ce dernier a salué la brillante distribution et le jeu fabuleux des personnages principaux. Pour sa performance dans le film Le jour viendra où elle joue aux côtés d'Iris Berben qui est l'un des rôles principaux, elle reçoit le Bayerischen Filmpreis 2009 en tant que meilleure jeune actrice.
En 2012, elle joue dans le téléfilm Generation War.
Katharina Schüttler est membre de l'Académie allemande du cinéma et de l'Académie allemande des arts de la scène.

## Filmographie
- 1991 : Die Lok
- 1994 : Svens Geheimnis
- 1996 : Der Schrei der Liebe
- 1997 : Ausgerastet
- 1997-2005 : Tatort (série télévisée) : 4 épisodes
- 1999 : Schande
- 1999 : Hin und weg
- 2000 : Die innere Sicherheit
- 2001 : Das weisse Rauschen
- 2003 : Sophiiiie!
- 2003 : Sehnsucht
- 2004 : Happy End (court-métrage)
- 2005 : Der Vater meiner Schwester
- 2005 : Impossible belle-mère! (téléfilm)
- 2005 : 3° kälter
- 2006 : Wahrheit oder Pflicht
- 2006 : Stolberg – Vaterliebe
- 2007 : Schimanski : Tod in der Siedlung
- 2007 : Die Eisbombe
- 2009 : Ganz nah bei dir
- 2009 : Ma vie est un livre – Marcel Reich-Ranicki
- 2009-2010 : Polizeiruf 110 (série télévisée) : 2 épisodes
- 2009 : Bella Block (série télévisée) – Vorsehung
- 2009 : Le jour viendra
- 2009 : La Double Vie de Daniel Shore
- 2009 : Lila, Lila
- 2010 : Aghet : 1915, le génocide arménien
- 2010 : Carlos
- 2010-2011 : Le Serment (mini-série télévisée)
- 2010 : Schurkenstück
- 2010 : Die Akte Golgatha
- 2011 : What a Man
- 2011 : Simon (Simon och ekarna)
- 2011 : Gelobtes Land (The Promise)
- 2012 : Bamberger Reiter Ein Frankenkrimi
- 2012 : Schutzengel
- 2012 : Oh Boy
- 2012 : Bloch – Heißkalte Seele
- 2013 : Freier Fall
- 2013 : Génération War
- 2013 : Run
- 2014 : Le Temps des cannibales
- 2015 : Elser, un héros ordinaire (Elser :  Er hätte die Welt verändert) d'Oliver Hirschbiegel
- 2015 : Heidi d'Alain Gsponer : Mlle Rottenmeier (de)
- 2016 : Lou Andreas-Salomé de Cordula Kablitz-Post : Mariechen
- 2016 : Ultimatum (Kongens nei) de Erik Poppe : Anneliese Bräuer
- 2018 : Dogs of Berlin (série télévisée)
- 2024 : Ouija, un été meurtrier, série télévisée de Thomas Bourguignon : Karin Schiller
- 2024 : The Signal (série télévisée)
- 2025 : Un jour meilleur (A Better Place) (série télévisée) : Eva Blum